# Graziano Piagnerelli
Graziano Piagnerelli (Haine-Saint-Paul, 28 agosto 1957) è un ex calciatore italiano, di ruolo portiere.

## Carriera

### Calciatore
Nel 1977-1978 ha fatto parte della rosa del Lanerossi Vicenza che è arrivato secondo in campionato, scendendo in campo in 2 occasioni. In seguito ha giocato in Serie A anche nel 1979-1980 con la maglia del Pescara. In totale vanta 15 presenze in massima serie.

### Osservatore
Dal 2000 inizia il suo ruolo di osservatore internazionale con la Juventus fino all’anno 2006.
Passa al Genoa nel 2007 sempre nel ruolo di osservatore fino alla stagione 2015/2016, per poi seguire l’allenatore Gian Piero Gasperini all'Atalanta.

## Palmarès

### Club

#### Competizioni nazionali
- Serie D: 1

Fano: 1975-1976
- Campionato Interregionale: 1

Riccione: 1986-1987